# 6271 Farmer
6271 Farmer (1991 NF) là một tiểu hành tinh vành đai chính bên trong được phát hiện ngày 9 tháng 7 năm 1991 bởi Helin, E. F. ở Palomar.